# Giác mạc hình chóp
Giác mạc hình chóp, giác mạc hình nón (keratoconus, KC)  là một rối loạn của mắt dẫn đến sự mỏng dần của giác mạc.  Điều này có thể dẫn đến tầm nhìn mờ, tầm nhìn đôi, cận thị, loạn thị và nhạy cảm với ánh sáng.  Thông thường cả hai mắt đều bị ảnh hưởng. Trong trường hợp nghiêm trọng hơn có thể nhìn thấy sẹo hoặc hình tròn trong giác mạc.
Trong khi nguyên nhân chưa được biết, nó được cho là xảy ra do sự kết hợp của các yếu tố di truyền, môi trường và nội tiết tố. Khoảng bảy phần trăm những người bị ảnh hưởng có tiền sử gia đình về tình trạng này.  Các yếu tố môi trường được đề xuất bao gồm dụi mắt và dị ứng. Cơ chế cơ bản liên quan đến sự thay đổi của giác mạc thành hình nón.  Chẩn đoán bằng cách kiểm tra với một đèn chiếu tia.
Ban đầu, tình trạng thường có thể được điều chỉnh bằng kính hoặc kính áp tròng mềm. Khi bệnh này nặng thêm bệnh nhân có thể phải đeo kính áp tròng đặc biệt.  Ở hầu hết bệnh nhân, bệnh này ổn định sau một vài năm mà không gặp vấn đề nghiêm trọng về thị lực.  Ở một số ít người bị sẹo giác mạc xảy ra và phải cấy ghép giác mạc.
Giác mạc hình chóp ảnh hưởng đến khoảng 1 trên 2.000 người. Nó xảy ra phổ biến nhất ở tuổi ấu thơ đến tuổi trưởng thành sớm.  Mặc dù nó xảy ra ở tất cả các quần thể dân cư nhưng nó có thể xảy ra thường xuyên hơn ở một số nhóm dân tộc như những người gốc Á.  Từ keratoconus bắt nguồn từ tiếng Hy Lạp kéras nghĩa giác mạc và từ Latin conus nghĩa là hình nón.